# Star Alliance
Star Alliance is een alliantie van samenwerkende luchtvaartmaatschappijen opgericht in 1997. Het hoofdkantoor is in Frankfurt, Duitsland. De Duitse luchtvaartmaatschappij Lufthansa wordt gezien als de hoofdmaatschappij van Star Alliance. Als men kijkt naar het totale aantal vliegtuigen van alle maatschappijen van de alliantie samen, heeft deze alliantie met bijna 5000 vliegtuigen de grootste vloot ter wereld. United Airlines is met meer dan 1000 vliegtuigen (de vloot van de partners die samen United Express vormen erbij geteld) de grootste maatschappij binnen de alliantie.

## Beschrijving
Het eerste doel van de alliantie is om via codesharing reizigers een gemakkelijke doorverbinding via de Star Alliance-luchtvaartmaatschappijen te geven door betere aansluitingen en gecoördineerde realtimeticketreserveringen via Amadeus GDS, Worldspan, Sabre en Galileo GDS.
Het tweede doel is een uniforme servicekwaliteit en het onderling erkennen van de Frequent Flyer Programma's van de leden. Alle leden van de alliantie zijn lid van SITA Inc en IATA.
Luchtvaartmaatschappijen die geassocieerd zijn met de volwaardige leden worden ook als deelnemers aan de alliantie beschouwd. Er zijn ook geassocieerde leden van Star Alliance, omdat de moedermaatschappij een controlerend aandeel heeft in deze maatschappijen. Geassocieerde leden hebben echter geen stemrecht.
In het najaar van 2019 bedienden de luchtvaartmaatschappijen van de Star Alliance 1300 bestemmingen in 195 landen met dagelijks meer dan 19.000 vertrekkende vluchten (inclusief regionale luchtvaartmaatschappijen die geheel of gedeeltelijk het eigendom zijn van de leden). In totaal werken 431.500 personeelsleden voor de deelnemende maatschappijen en werden in het laatste jaar 762,27 miljoen passagiers met 5013 vliegtuigen vervoerd.
Concurrerende allianties zijn SkyTeam en Oneworld.

## Leden

### Huidige leden[1]
| Leden                         | Toegetreden | Vloot grootte (mei 2019) |
| ----------------------------- | ----------- | ------------------------ |
| Aegean Airlines               | 2010        | 49                       |
| Air Canada A                  | 1997        | 397                      |
| Air China                     | 2007        | 397                      |
| Air India                     | 2014        | 127                      |
| Air New Zealand               | 1999        | 113                      |
| All Nippon Airways            | 1999        | 266                      |
| Asiana Airlines               | 2003        | 84                       |
| Austrian Airlines             | 2000        | 83                       |
| Avianca                       | 2012        | 190                      |
| Brussels Airlines             | 2009        | 48                       |
| Copa Airlines                 | 2012        | 104                      |
| Croatia Airlines              | 2004        | 12                       |
| EgyptAir                      | 2008        | 69                       |
| Ethiopian Airlines            | 2011        | 108                      |
| EVA Air                       | 2013        | 79                       |
| LOT Polish Airlines           | 2003        | 75                       |
| Lufthansa A                   | 1997        | 351                      |
| Shenzhen Airlines             | 2012        | 215                      |
| Singapore Airlines            | 2000        | 112                      |
| South African Airways         | 2006        | 46                       |
| Swiss International Air Lines | 2006        | 90                       |
| TAP Air Portugal              | 2005        | 99                       |
| Thai Airways A                | 1997        | 102                      |
| Turkish Airlines              | 2008        | 335                      |
| United Airlines A             | 1997        | 1329                     |

A Oprichter

### Aangesloten partners[2]
| Aangesloten Partners | Toegetreden |  |
| -------------------- | ----------- |  |
| Juneyao Airlines     | 2017        |  |
| Thai Smile           | 2020        |  |

### Voormalige leden
| Voormalige leden      | Opmerking                                             |
| --------------------- | ----------------------------------------------------- |
| Adria Airways         | failliet                                              |
| Ansett Australia      | failliet                                              |
| Blue1                 | overname door SAS, maakt nu deel uit van CityJet      |
| BMI                   | overname door British Airways, lid van Oneworld       |
| Continental Airlines  | gefuseerd met United Airlines                         |
| Mexicana              | overgestapt naar Oneworld; nu failliet                |
| Scandinavian Airlines | overgestapt naar Skyteam                              |
| Shanghai Airlines     | gefuseerd met China Eastern Airlines, lid van SkyTeam |
| Spanair               | failliet                                              |
| TAM Airlines          | overgestapt naar Oneworld                             |
| US Airways            | gefuseerd met American Airlines, lid van Oneworld     |
| Varig                 | failliet                                              |

## Vloot
De totale vloot van alle vlieg maatschappijen van de Star Alliance bij elkaar.
| Vliegtuig          | In dienst | Bestellingen |
| ------------------ | --------- | ------------ |
| Airbus A220        | 75        | 42           |
| Airbus A319        | 215       | 14           |
| Airbus A320        | 499       | 12           |
| Airbus A320neo     | 242       | 451          |
| Airbus A321        | 290       | 82           |
| Airbus A321neo     | 160       | 311          |
| Airbus A330        | 230       | 4            |
| Airbus A340        | 33        | -            |
| Airbus A350        | 165       | 179          |
| Airbus A380        | 24        | -            |
| ATR 72             | 29        | -            |
| Boeing 737         | 810       | 4            |
| Boeing 737 MAX     | 239       | 773          |
| Boeing 747         | 38        | -            |
| Boeing 757         | 61        | -            |
| Boeing 767         | 73        | -            |
| Boeing 777         | 358       | 102          |
| Boeing 787         | 341       | 224          |
| Comac ARJ21        | 15        | 20           |
| Comac 919          | -         | 20           |
| De Havilland DHC-8 | 61        | -            |
| Embraer E170/175   | 19        | 2            |
| Embraer E190/195   | 40        | -            |
| Totaal             | 4017      | 2240         |

## Voordelen en diensten voor frequente reizigers

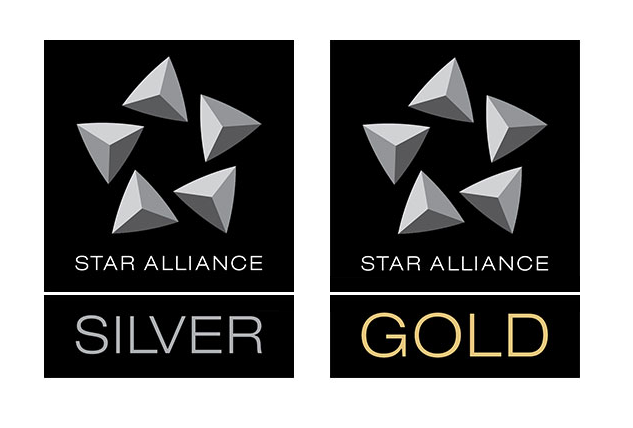
Star Alliance zilver en goud logo

Star Alliance heeft 2 premium statusniveaus namelijk Silver en Gold. Die zijn gebaseerd op de status van de klant binnen hun frequent flyer programma van de aangesloten luchtvaartmaatschappij. Bepaalde frequent flyer programma geven een aantal extra's bovenop (extra bagage, extra mijlen,...) die normaal aangeboden is door Star Alliance en voorbehouden binnen hun netwerk. Miles & More is een van de bekendste frequentflyerprogramma's binnen de Europese Unie.

### Privileges[3]
| Silver | - Hogere prioriteit op de standby wachtlijst - Hogere prioriteit op de reservering wachtlijst |
| Gold   | Zilver statuut voordelen + - Voorrang bij inchecken - Voorrang bij bagage afhandeling - Toegang tot de luchthaven lounges - Voorrang bij instappen - Extra toegestane bagage1 - Voorrang bij de beveiliging en immigratie controle |

1 20 kg extra meenemen waar het gewichtsconcept van toepassing is of een extra stuk waar het stukconcept van toepassing is.